# Antsalaka
Antsalaka is een plaats in Madagaskar gelegen in het district Antsiranana II van de regio Diana. In 2001 telde de plaats bij de volkstelling ongeveer 4000 inwoners.
In de plaats is basisonderwijs beschikbaar. 99,8 % van de bevolking is landbouwer. Het belangrijkste gewas is bonen, maar er wordt ook mais en rijst verbouwd. 0,2% van de bevolking is werkzaam in de dienstensector.